# Matildite
La matildite è un minerale appartenente al gruppo omonimo.